# Helina xizangensis
Helina xizangensis este o specie de muște din genul Helina, familia Muscidae, descrisă de Fang și Fan în anul 1986. Conform Catalogue of Life specia Helina xizangensis nu are subspecii cunoscute.